# Грин, Джейлен
Дже́йлен Ро́манд Грин (англ. Jalen Romande Green; род. 9 февраля 2002 года в Мерседе, штат Калифорния, США) — американский профессиональный баскетболист, выступающий в Национальной баскетбольной ассоциации за «Финикс Санз». Играет на позиции атакующего защитника. Второй номер драфта НБА 2021 года (был выбран командой «Хьюстон Рокетс»).

## Профессиональная карьера

### Лига развития НБА
16 апреля 2020 года Грин подписал однолетний контракт на сумму $600 тысяч с командой «Ignite», выступавшей в Лиге развития НБА. 8 марта 2021 года в игре плей-офф с «Рэпторс 905» Джейлен набрал рекордные для себя 30 очков, 7 подборов и 5 передач . По сезону же он набирал в среднем 17,9 очков, собирал 4,1 подбора и отдавал 2,8 передачи.

### Хьюстон Рокетс (2021—2025)
29 июля 2021 года Грин был выбран командой «Хьюстон Рокетс» под вторым номером на драфте НБА 2021 года. 8 августа он дебютировал  за техасцев в игре летней лиги против «Кливленд Кавальерс», в которой набрал 23 очка за 30 минут. По итогам летней лиги он вошёл во вторую символическую сборную мини-турнира. 20 октября Джейлен дебютировал в НБА в матче против «Миннесоты Тимбервулвз», отличившись 9 очками, 4 подборами и 4 передачами. 24 октября, попав 8 трёхочковых во встрече с «Бостон Селтикс», Грин установил рекорд франшизы по этому показателю среди новичков.
23 января 2023 года в игре против «Миннесоты Тимбервулвз» он стал единственным игроком, выходящим со скамейки, в возрасте 20 лет и моложе, который записал на свой счет как минимум три игры с 40 набранными очками.
8 февраля 2023 года Грин набрал 41 очко вместе с двумя передачами и подборами, обеспечив себе четвертую игру с 40 и более набранными очками до достижения 21 года, что является третьим показателем в истории НБА.
19 марта 2023 года в матче против «Нью-Орлеан Пеликанс» Грин набрал 40 очков, став двенадцатым самым молодым игроком, набравшим 40 очков в возрасте до 21 года. Он стал четвертым самым молодым игроком, набравшим 40 очков как минимум в пяти матчах до достижения 22 лет, наряду с Трейси Макгрэди, Алленом Айверсоном и Кармело Энтони.
31 октября 2023 года «Рокетс» активировали опцию в контракте Грина, оставив игрока на четвертый год.
Грина чуть было не обменяли в «Бруклин Нетс» на Микала Бриджеса. В результате сделки Грин и выбор «Бруклина», полученный в результате сделки по Джеймсу Хардену, должны были вернуться в «Нетс». 19 марта 2024 года Грин набрал максимальные в карьере 42 очка, а также сделал 10 подборов и три передачи в победе над «Вашингтон Уизардс» со счетом 137:114.
21 октября 2024 года Грин и «Рокетс» договорились о продлении контракта на три года на сумму 106 миллионов долларов.
27 ноября 2024 года Грин набрал рекордные для сезона 41 очко в овертайме в матче с «Филадельфией Севенти Сиксерс» (122:115).
13 января 2025 года Джейлен Грин повторил рекорд карьеры по очкам (42), реализовав 72,2% с игры в победном матче с «Мемфис Гриззлис» (120:118).
21 января 2025 года Грин был назван игроком недели Западной конференции НБА. На его счету 32,5 очка, 3,5 подбора и 3,5 передачи в среднем за 4 игры.
Во второй игре серии первого раунда «Рокетс» против «Голден Стэйт Уорриорз» Грин набрал 38 очков в победе со счетом 109:94. Он также повторил рекорд плей-офф «Рокетс», забросив восемь трехочковых бросков, присоединившись к Крису Полу (против «Юты», май 2018 г.) и Мэтту Мэлони (против «Сиэтла», май 1997 г.).

### Финикс Санз (2025—настоящее время)
22 июня 2025 года стало известно, что Грин вместе с Диллоном Бруксом, 10-м пиком на драфте НБА 2025 года и пятью пиками второго раунда будет обменян в «Финикс Санз» на Кевина Дюранта.

## Карьера в национальной сборной
Грин представляет США на международном уровне, но также проявляет интерес к выступлению за Филиппины в будущем из-за своего частичного филиппинского происхождения. Он дебютировал за сборную США на Чемпионате Америки ФИБА до 16 лет 2017 года в Формосе, Аргентина. В пяти играх он набирал в среднем 9,8 очка, делал два подбора и один перехват за игру и помог своей команде завоевать золотую медаль. Он был признан MVP Чемпионата мира по баскетболу 2018 года среди игроков до 17 лет в Аргентине, набирая в среднем 15,7 очка, 2,3 подбора и 1,7 передачи за игру и завоевав золотую медаль. Грин выиграл еще одну золотую медаль с США на Чемпионате мира по баскетболу 2019 года среди игроков до 19 лет в Ираклионе, Греция. Будучи самым молодым членом своей команды, он набирал в среднем 10,1 очка, 2,1 подбора и 1,7 перехвата за игру.